# Боромотрайлоканат
Боромотрайлоканат (тайск. บรมไตรโลกนาถ), также известный как Трайлок (1431—1488) — тайский правитель, монарх королевства Аютия с 1448 по 1488 год. Остался в истории из-за своей обширной реформы бюрократии и успешной кампании против соседнего государства Ланна. Почитается как один из величайших средневековых правителей Таиланда.

## Биография
Был сыном короля Бороммарачитирата, его мать была родом из королевства Сукхотаи. В 1438 году стал упараджей (вице-королём наследного принца). В том же году умер его двоюродный брат по материнской линии, вследствие чего права на престол Сукхотаи перешли к нему, но Боромотрайлоканат был ещё слишком молод, чтобы взойти на трон. По достижении совершеннолетия его отец отправил его в Питсанулок, чтобы принять царствование над Сукхотаи. В 1448 году, когда его отец умер, Боромотрайлоканат был коронован как правитель Аютии, установив, таким образом, личную унию Аютии и Сукхотаи.
Боромотрайлоканат провёл крупную реформу сиамской бюрократии: в частности, он отделил гражданских чиновников от военных, создал иерархию дворянства, ввёл в 1454 году систему титулов, действовавших до XIX века, а также стал в 1458 году основателем политической системы Мандала, одновременно прервав традицию, по которой королевские принцы управляли городами. В 1456—1474 годах вёл тяжёлую войну с соседним государством Ланна, войска которого вторглись в Аютию, и сумел отстоять независимость своего королевства. Был глубоко религиозен, покровительствовал строительству новых храмов, а в 1461 году стал первым сиамским королём, постриженным в монахи.

## Образ в искусстве
Эпическая поэма «Юан пхай» создана в честь победы короля Боромотрайлоканата над войсками Чиангмая.